# Kanton Le Haut-Grésivaudan
Le Haut-Grésivaudan is een kanton van het Franse departement Isère. Het kanton maakt deel uit van het arrondissement Grenoble. Het heeft een oppervlakte van 394.64 km² en telt 43.594 inwoners in 2018, dat is een dichtheid van 110 inwoners/km².
Het kanton Le Haut-Grésivaudan werd opgericht bij decreet van 18 februari 2014, met uitwerking op 22 maart 2015 en telde 29 gemeenten. 
Op 1 januari 2016 werden de gemeenten Morêtel-de-Mailles en Saint-Pierre-d'Allevard samengevoegd tot de fusiegemeente (commune nouvelle) Crêts en Belledonne

Op 1 januari 2019 werden de gemeenten La Ferrière en Pinsot samengevoegd tot de fusiegemeente (commune nouvelle) Le Haut-Bréda.

Sindsdien omvat het kanton de volgende 24 gemeenten:
- Les Adrets
- Allevard
- Barraux
- La Buissière
- Le Champ-près-Froges
- Chapareillan
- La Chapelle-du-Bard
- Le Cheylas
- Crêts en Belledonne
- La Flachère
- Froges
- Le Haut-Bréda
- Goncelin
- Hurtières
- Le Moutaret
- La Pierre
- Pontcharra
- Saint-Maximin
- Saint-Vincent-de-Mercuze
- Sainte-Marie-d'Alloix
- Sainte-Marie-du-Mont
- Tencin
- Theys
- Le Touvet